# خافي مويانو
خافي مويانو (بالإسبانية: Javier Moyano Lujano)‏ هو لاعب كرة قدم إسباني في مركز الدفاع، ولد في 23 فبراير 1986 في مدينة جيان في إسبانيا. لعب مع ريال بلد الوليد وريال جيان ونادي تينيريفي ونادي مليلية.

## وصلات خارجية
- خافي مويانو على موقع قاعدة بيانات كرة القدم.إي يو (الإنجليزية)
- خافي مويانو على موقع Soccerway.com (الإنجليزية)
- خافي مويانو على موقع AS.com (الإسبانية)